# Орлов-Давыдов, Алексей Анатольевич
Граф Алексе́й Анато́льевич Орло́в-Давы́дов (13 декабря 1871 — 19 января 1935, Париж) — русский общественный деятель и политик из третьего поколения Орловых-Давыдовых. Член IV Государственной думы от Калужской губернии.

## Биография
Сын графа Анатолия Владимировича Орлова-Давыдова и его жены Марии Егоровны, урожденной графини Толстой. Внук графа Егора Петровича Толстого. Крещен 28 декабря 1871 года в церкви Царскосельского дворца при восприемстве графа В. П. Орлова-Давыдова и вдовы А. П. Бахметевой.
Крупный землевладелец (100 тысяч десятин в Калужской, Московской, Тамбовской, Воронежской, Орловской, Самарской, Курской и Нижегородской губерниях), домовладелец Санкт-Петербурга. Высшее образование получил в Санкт-Петербургском университете по историко-филологическому факультету, по окончании которого в 1896 году поступил на службу в Государственную канцелярию.
В 1903 году в чине коллежского асессора был пожалован придворным званием «в должности церемониймейстера». Занимался общественной деятельностью в Калужской губернии. С 1906 года избирался гласным Жиздринского уездного и Калужского губернского земских собраний. В 1907 году был избран жиздринским уездным предводителем дворянства, в каковой должности оставался до 1917 года. Входил в Партию прогрессистов. Был масоном французского обряда, Досточтимым мастером одной из лож Великого востока Франции. С 1909 года участвовал в деятельности Великого востока народов России. Был членом ложи Н. В. Некрасова, финансировал её создание.
Кроме того, занимался предпринимательством. Был председателем правления акционерных обществ: Нижне-Покровского свеклосахарного рафинадного завода и Новопокровского графа Алексея Орлова-Давыдова свеклосахарного рафинадного завода.
В 1912 году был избран членом Государственной думы от Калужской губернии. Входил во фракцию прогрессистов. 2 июля 1913 года сложил полномочия члена ГД в знак протеста против действий администрации во время выборов, но уже 19 августа был вновь избран в Думу от съезда землевладельцев. Входил в Прогрессивный блок. Осенью 1916 года вышел из фракции прогрессистов в знак протеста против выхода фракции из Прогрессивного блока. К 1916 году сохранил придворное звание, но был понижен до самого младшего гражданского чина в Табели о рангах — коллежского регистратора.
В дни Февральской революции находился в Петрограде при Керенском, был его помощником и шофером. В августе 1917 года участвовал в Государственном совещании в Москве.
После Октябрьской революции эмигрировал во Францию. Жил в Париже, последние годы жизни провел в Русском старческом доме в Сент-Женевьев-де-Буа.

## Семья

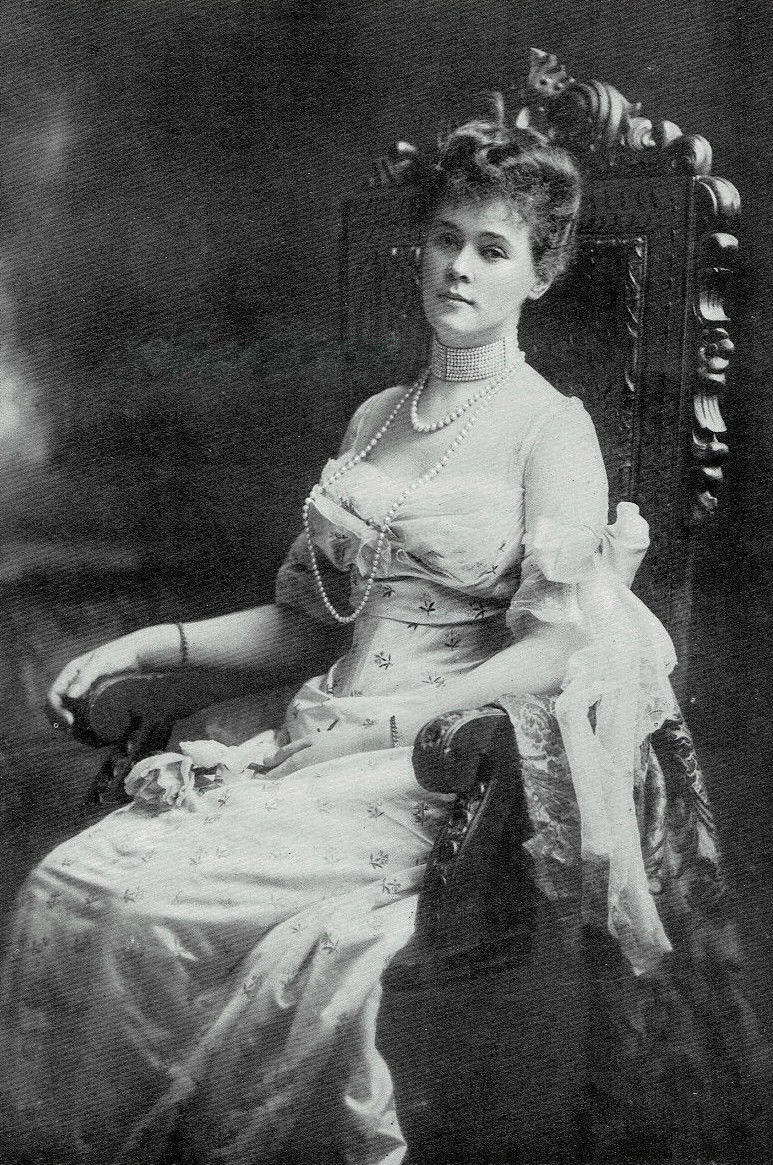
Агафоклея Егоровна Стааль

Первая жена (с 17 апреля 1900 года) — Агафоклея (Фёкла) Егоровна Стааль (1867—1917), фрейлина двора (01.01.1887), дочь высокопоставленного дипломата барона Егора Егоровича Стааля. Свадьба была в Лондоне. Считалась одной из самых красивых и модных дам Петербурга, была постоянной клиенткой Л. Бакста. Брак не был удачным. В 1912 году графиня уехала к матери за границу, а в 1913 году Орлов-Давыдов с ней развелся, чтобы жениться на своей любовнице. В браке родились дети:
- Софья (09.05.1902—20.02.1907), умерла от скарлатины, похоронена на Казанском кладбище в Царском Селе.
- Ольга (27.04.1904— ?), с 1931 года замужем за князем Михаилом Александровичем Горчаковым (1905—1995).
- Сергей (22.04.1905—1945), погиб в автомобильной аварии в Германии, был женат на Элизабет Гвендолен Скотт-Эллис, дочери Томаса Эвелин Скотт-Эллис, 8-го лорда Говард де Уолден[англ.] и Маргариты ван Раалте, две дочери.

Вторая жена (с 14.01.1914) — Мария Яковлевна Пуаре (1863—1933), состоявшая с ним в связи с 1906 года; опереточная певица, актриса и композитор, автор слов и музыки романсов: «Я ехала домой…», «Лебединая песнь». В 1916 году она была арестована после того, как её муж заявил, что их сын Алексей был вовсе не их ребёнок, а кухарки и что Пуаре, чтобы стать графиней, симулировала свою беременность. Все бы сошло благополучно, если бы она не поссорилась с камердинером графа, который, чтобы отомстить графине, разоблачил её обман с ребёнком.
После нескольких месяцев заключения графиня предстала перед судом. Этот сенсационный процесс наделал много шума в высшем обществе. Граф сам давал показания против жены, надеясь, что её приговорят к каторжным работам, что было равносильно разводу и не потребовало бы от него никаких расходов, хотя он имел доход в миллион рублей в год. Но Петроградский окружной суд графиню оправдал, признав при этом, однако, что рожденный в браке ребёнок не является её сыном, а метрическая запись о его рождении недействительна. Мария Яковлевна осталась графиней Орловой-Давыдовой. В 1917 году она жила в Москве в крайней бедности.